# Zmarli w lipcu 2009

## Lipiec 2009
- 31 lipca
  - Marek Dietrich, polski inżynier mechanik, specjalista w zakresie układów mechanicznych, członek rzeczywisty PAN, rektor PW (1990–1996)[1]
  - Bobby Robson, angielski piłkarz, trener piłkarski, selekcjoner reprezentacji Anglii[2]
- 30 lipca
  - Juryj Kurnienin, białoruski piłkarz[3]
  - Peter Zadek, niemiecki reżyser teatralny i filmowy[4]
- 29 lipca
  - Renato Pagliari, włoski piosenkarz[5]
  - Dina Gottliebova-Babbitt, czesko-amerykańska artystka, ocalała z Holocaustu[6]
  - Gayatri Devi, indyjska księżna Dżajpuru, miss Indii[7]
  - Zhuo Lin, chińska pierwsza dama, wdowa po Deng Xiaopingu[8]
- 28 lipca
  - Mirosław Staniek, polski piłkarz[9]
- 27 lipca
  - George Russell, amerykański kompozytor[10]
  - Igor Przegrodzki, polski aktor[11]
- 26 lipca
  - Merce Cunningham, amerykański tancerz, choreograf[12]
  - Traugott Buhre, niemiecki aktor[13]
- 25 lipca
  - Vernon Forrest, amerykański bokser, mistrz świata WBC i IBF[14]
  - Luise Herklotz, niemiecka polityk i dziennikarka, deputowana krajowa i europejska[15]
  - Henry John Patch, brytyjski weteran I wojny światowej, rekordzista długowieczności[16]
  - Zequinha, brazylijski piłkarz, reprezentant Brazylii[17]
- 24 lipca
  - José Carlos da Costa Araújo, brazylijski piłkarz, reprezentant Brazylii[18]
  - Friedrich Goldmann, niemiecki dyrygent[19]
  - Hubert Kurzał, polski samorządowiec, burmistrz Leśnicy (1990–2009)[20]
- 22 lipca
  - Mark Leduc, kanadyjski bokser, medalista olimpijski[21]
  - Peter Krieg, niemiecki producent filmów dokumentalnych[22]
  - Aygyl Tajiyeva, turkmeńska polityk[23]
- 21 lipca
  - John Dawson, amerykański wokalista, kompozytor, współpracownik zespołu Grateful Dead[24]
  - Marcel Jacob, szwedzki muzyk, basista grupy Talisman[25]
  - Andrew Thomas, amerykański muzyk, członek grupy Bad Boys Blue[26]
  - Heinz Edelmann, czesko-niemiecki ilustrator[27]
- 20 lipca
  - Ed Rudolph, amerykański łyżwiarz szybki, olimpijczyk[28]
  - Ria Brieffies, holenderska piosenkarka[29]
  - Edward T. Hall, amerykański antropolog[30]
  - Vedat Okyar, turecki dziennikarz[31]
- 19 lipca
  - Karen Harup, duńska pływaczka, mistrzyni olimpijska (1948)[32]
  - Ingeborg Hunzinger, niemiecka rzeźbiarka[33]
  - Frank McCourt, amerykański pisarz irlandzkiego pochodzenia[34]
  - Henry Surtees, brytyjski kierowca wyścigowy, syn byłego mistrza świata Formuły 1 Johna Surteesa[35]
- 18 lipca
  - Henry Allingham, angielski rekordzista długowieczności, najstarszy mężczyzna na świecie[36]
  - Annagul Annakulijeva, turkmeńska śpiewaczka operowa[37]
- 17 lipca
  - Me’ir Amit, izraelski polityk, generał, szef Amanu – wywiadu wojskowego w latach 1962 – 1963 oraz szef Mossadu od 1963 do 1968[38]
  - Walter Cronkite, amerykański dziennikarz telewizyjny[39]
  - Leszek Kołakowski, polski filozof, eseista, publicysta[40]
  - Jean Margéot, mauritiuski duchowny katolicki, kardynał[41]
  - Bruno Miecugow, polski dziennikarz, publicysta i pisarz[42]
- 16 lipca
  - Peter Arundell, brytyjski kierowca wyścigowy Formuły 1[43]
- 15 lipca
  - Natalia Estemirowa, rosyjska aktywistka, obrończyni praw człowieka[44]
  - Zbigniew Jabłoński, polski aktor[45]
  - Maria Pogonowska, polska fizyk, rekordzistka długowieczności, zmarła w wieku 111 lat[46]
- 14 lipca
  - Jacek Kucharzewski, polski architekt, urbanista, samorządowiec, prezydent Opola w latach 1990–1994[47]
  - Zbigniew Zapasiewicz, polski aktor[48]
- 13 lipca
  - Uma Aaltonen, fińska dziennikarka, pisarka i polityk[49]
  - Antonina Gurycka, polska psycholog, instruktorka ZHP, harcmistrzyni[50]
  - Amin al-Hafiz, libański polityk[51]
  - Beverly Roberts, amerykańska aktorka[52]
- 12 lipca
  - Donald MacCormick, szkocki dziennikarz[53]
  - Christopher Prout, brytyjski polityk i prawnik, eurodeputowany I, II i III kadencji (1979–1994)[54]
  - Nikoła Stanczew, bułgarski zapaśnik, mistrz olimpijski z Melbourne (1956)[55]
  - Simon Vinkenoog, holenderski poeta i pisarz[56]
- 11 lipca
  - Arturo Gatti, kanadyjski bokser, mistrz świata[57]
  - Witold Gruca, polski tancerz[58]
  - Žan Marolt, bośniacki aktor[59]
  - Andrzej Tylczyński, polski autor tekstów piosenek[60]
  - Kamil Wereszczyński, polski piłkarz[61]
- 10 lipca
  - John Caldwell, irlandzki bokser, medalista olimpijski[62]
  - Zena Marshall, brytyjska aktorka[63]
  - Waldemar Serwiński, polski samorządowiec, burmistrz Muszyny[64]
- 7 lipca
  - Mihai Baicu, rumuński piłkarz[65]
  - Mathieu Montcourt, francuski tenisista[66]
- 6 lipca
  - Wasilij Aksionow, rosyjski pisarz, dysydent[67]
  - Stasys Lazutka, litewski historyk[68]
  - Robert McNamara, amerykański biznesmen, polityk, sekretarz obrony USA[69]
  - Henryk Żelechowski, polski dyplomata, prezydent Łomży[70]
- 4 lipca
  - Robert Louis-Dreyfus, francuski biznesmen, działacz sportowy, prezes klubu Olympique Marsylia[71]
  - Janusz Hamerszmit, polski aktor, reżyser teatralny[72]
  - Allen Klein, amerykański biznesmen, producent i menadżer muzyczny[73]
  - Steve McNair, amerykański gracz futbolu amerykańskiego[74]
  - Marta Tomaszewska, polska pisarka dla dzieci i młodzieży[75]
- 3 lipca
  - Pasquale Borgomeo, włoski duchowny katolicki, jezuita, dyrektor generalny Radia Watykańskiego[76]
  - Jerzy Głazek, polski geolog, speleolog, taternik[77]
  - Andrzej Klubiński, polski dziennikarz radiowy[78]
- 2 lipca
  - Susan Fernandez, filipińska piosenkarka[79]
  - Martin Hengel, niemiecki teolog i religioznawca[80]
  - Tyeb Mehta, indyjski malarz[81]
  - Anna Paitatzi, grecka aktorka[82]
- 1 lipca
  - Alexis Argüello, nikaraguański bokser, mistrz świata[83]
  - Karl Malden, amerykański aktor[84]
  - Mollie Sugden, angielska aktorka[85]
  - Józef Świątkiewicz, polski regionalista, działacz kultury[86]
  - Antoni Zębik, polski żołnierz, jeden ze współtwórców powstańczej Radiostacji Błyskawica[87]
  - Ludmiła Zykina, rosyjska pieśniarka, wykonawczyni tradycyjnych i ludowych pieśni rosyjskich[88]